# Prosper Faivre
Pour les articles homonymes, voir Faivre.
L'abbé Jean François Prosper Faivre est un aumônier militaire français né le 23 septembre 1809 à Lyon et mort le 12 avril 1873 à Artemare.

## Biographie
Né dans le quartier d'Ainay à Lyon, Prosper Faivre est admis à l'École de cavalerie de Saumur où il rencontre Jean-Gilbert Fialin. Il est enrôlé au 3e régiment de dragons où il devient maréchal des logis. Là il obtient une citation. Un accident de cheval le contraint à quitter l'armée. Il entre au séminaire, puis est nommé vicaire à Vourles, puis  à Ainay. Il est issu d'une branche de la famille Faivre d'Arcier n'ayant pas repris officiellement l'usage du nom "d'Arcier" après la période révolutionnaire. 
En 1840, il est peu de temps aumônier militaire en Algérie, puis devient professeur à La Martinière et aumônier militaire du camp de Sathonay.
À Lyon, il sera le défenseur des Voraces après l'insurrection de 1849.
En 1856, pour venir en aide aux enfants des militaires tués pendant la Guerre de Crimée, il obtient de la famille de Virieu un château en ruine et du maréchal de Castellane sa remise en état. Il y fonde « l’œuvre de St Maurice pour les petites filles de soldats » qui sera reconnue d'utilité publique en 1861 et inaugurée par le maréchal Randon. En 1975, elle est devenue une Maison d'enfants à caractère social des Armées.
En 1870, l'abbé Faivre fera partie de la première ambulance lyonnaise dirigée par le chirurgien Léopold Ollier. Il suivra notamment l'Armée de la Loire et sera fait prisonnier.
Il prend sa retraite d'aumônier en 1872 et meurt en 1873 à Artemare.
Il repose au cimetière de Loyasse à Lyon.

## Décorations
- chevalier de la Légion d'honneur.
- officier d'Académie.
- décoré de l'Ordre de Saint-Grégoire-le-Grand.

## Œuvres
- Les Heures du soldat, Lyon, Bauchu, 1854
- Portefeuille d'un aumônier militaire, Lyon, 1872